# Rho1 Eridani
Rho1 Eridani (8 Eridanus) é uma estrela na direção da constelação de Eridanus. Possui uma ascensão reta de 03h 01m 09.97s e uma declinação de −07° 39′ 46.2″. Sua magnitude aparente é igual a 5.75. Considerando sua distância de 304 anos-luz em relação à Terra, sua magnitude absoluta é igual a 0.90. Pertence à classe espectral K0II.